# 匈牙利奧林匹克委員會
匈牙利奧林匹克委員會（Hungarian Olympic Committee）是匈牙利的國家奧林匹克委員會的成員。該組織成立於1895年，是國際奧林匹克委員會和歐洲奧林匹克委員會的成員。翌年，首次派員參加在希臘雅典舉行的首屆現代奧運會。
現時，匈牙利奧林匹克委員會的總部設在首都布達佩斯，主席是库尔恰尔·克里斯蒂安。

## 資料來源
1. ↑  .   [2014-06-05]. （原始内容存档于2014-08-16）.